# 巴林国徽
巴林國徽（شعار البحري）是一盾徽，上繪國旗圖案。四周為紅白花冠所裝飾， 
象徵著獨立主權。
2022 年，巴林國王哈馬德·本·伊薩·本·薩勒曼·阿勒哈利法頒布了一項法令，將王冠添加到巴林國徽。